# Josef Masopust
Josef Masopust (ur. 9 lutego 1931 w Střimicach (ob. Most), zm. 29 czerwca 2015 w Pradze) – czechosłowacki piłkarz występujący na pozycji ofensywnego pomocnika lub obrońcy oraz trener piłkarski. Najlepszy piłkarz Europy w roku 1962 (w ankiecie France Football) oraz najlepszy gracz 50-lecia w Czechach wybrany przez Czeską Federację Piłkarską w 2004 roku.

## Kariera
W reprezentacji Czechosłowacji rozegrał 63 mecze i zdobył 10 goli. Wystąpił na mistrzostwach świata 1958 i 1962. Największym jego sukcesem było dojście do finału mistrzostw świata 1962 w Chile, w którym Czechosłowacja przegrała z Brazylią. Swoją piłkarską karierę klubową Masopust rozpoczął w 1945 roku w Baníku Most, w latach 1950–52 grał w klubie Vodotechna Teplice. Po największe sukcesy sięgnął grając w latach 1952–68 w Dukli Praga. Karierę zakończył jako grający trener w belgijskim K.V.V. Crossing Elewijt (lata 1968-70).
Josef Masopust w biografii Pelégo wspomniany został z powodu zachowania zgodnego z duchem sportu. Na mundialu 1962 podczas meczu Czechosłowacja-Brazylia w fazie grupowej wraz z Jánem Popluhárem i Janem Lálą stanowił tercet obrońców. Do jego zadań należało m.in. powstrzymywanie akcji ofensywnych w wykonaniu Pelégo. Czechosłowaccy obrońcy zwracali szczególną uwagę na fakt, iż Brazylijczyk grał z ciężką kontuzją, starając się go nie faulować. Przepisy FIFA nie pozwalały wówczas na dokonywanie zmian w trakcie meczów, więc uraz Pelégo znacznie osłabiłby drużynę Canarinhos.
Został zaliczony przez Pelégo do tzw. FIFA 100.
W 2006 został odznaczony Medalem Za zasługi I stopnia. Zmarł 29 czerwca 2015 po długiej chorobie.